# Amr ibn Luhayy
Amr ibn Luhayy fou el llegendari fundador del politeisme a la península d'Aràbia i l'ancestre dels Khuzaa de la Meca. Era un cap molt ric a qui obeïen les tribus àrabs. És acusat de tots els costums pagans i politeistes que van practicar els àrabs abans de l'islam, però després de la fundació de la Kaba, especialment el culte a determinats ídols, de l'endevinació per fletxes, de la talbiya i altres.